# Bergiaria
Bergiaria es un género de peces de agua dulce de la familia Pimelodidae en el orden Siluriformes. Sus 2 especies habitan en aguas templado-cálidas del centro-este de América del Sur, y son denominadas comúnmente bagres chanchos o bagres trompudos. La mayor longitud que alcanza ronda los 20 cm.

## Distribución
Este género se encuentra en ríos de aguas subtropicales y tropicales del centro-este y nordeste de América del Sur, en el Brasil el Uruguay y el nordeste de la Argentina.
Se distribuye desde el río Das Velhas en la cuenca del río São Francisco en nordeste de Brasil, hasta la cuenca del Plata, en los ríos de la Plata, Uruguay, y Paraná medio.

### Especies
Este género se subdivide en sólo 2 especies:
- Bergiaria platana (Steindachner, 1908)
- Bergiaria westermanni (Lütken, 1874)